# Jennifer Louise Williams
Jennifer Louise Williams (nascuda el 1962) és una activista de drets humans de Zimbabwe i fundadora de Women of Zimbabwe Arise (Woza). Es una crítica destacada del govern del president Robert Mugabe, The Guardian la va descriure el 2009 com "una de les espines de Mugabe".

## Primers anys
Williams va néixer a Gwanda, Zimbabwe. És d'ètnia mixta, irlandesa i matabeleña. Criada principalment per la seva mare, Margaret Mary (nascuda McConville), que és filla d'un irlandès que va emigrar al que era llavors Rodesia procedent del comtat d'Armagh. Va esdevenir un cercador d'or i es va casar amb Bahlezi Moyo, de la tribu Matabele. El seu pare irlandès era de Listowel, el comtat de Kerry.
Als 16 anys, Williams va abandonar l'escola secundària per treballar perquè la seva mare pogués permetre's escolaritzar els seus germans. El 1994, el seu germà gran va morir de SIDA.

## Activisme
Entre 1994 i 2002, la firma de relacions públiques dirigida per Williams va representar el Sindicat d'Agricultors Comercials de Zimbabwe. Això va portar l'empresa de Williams a entrar en conflicte amb Mugabe a causa de la seva política d'expropiar granges de propietat blanca com a mesura de reforma agrària. Després que Mugabe animés els veterans a fer-se càrrec de les granges de propietat blanca, Williams va començar a protestar pel que va qualificar d'abusos contra els drets humans. També va al·legar que les millors explotacions s'havien lliurat als aliats polítics de Mugabe. En l'assetjament policial resultant, Williams es va veure obligada a tancar la seva empresa.
El 2002, Williams es va convertir en una de les persones fundadores de Woza (l'acronim és una paraula ndebele que significa 'avançar'), un moviment d'oposició de base creat en resposta a la percepció de la manca d'acció de les persones de Zimbabwe contra el govern de Mugabe. L'organització es va centrar en protestes massives públiques contra Mugabe i va créixer fins als 70.000 membres en els següents anys. Williams i altres líders de Woza van establir com a "principi" que les líders han de participar en protestes a vegades perilloses juntament amb les membres de l'associació: "No li direm a ningú que faci el que no estem disposades a fer".
Cap al 2008, Williams havia estat arrestada 33 vegades pel govern de Mugabe per les seves accions amb el grup. Després d'una de les seves detencions de 2003, Amnistia Internacional la va reconèixer com a presa de consciència. Human Rights Watch també va denunciar les repetides detencions de Williams i la copresidenta de Woza, Magodonga Mahlangu, reclamant al govern de Zimbabwe alliberar les dones i "permetre a la societat civil el dret de manifestar-se pacíficament". Després d'una altra detenció a mitjans de 2008, l'ambaixador dels Estats Units, James D. McGee, va demanar el seu alliberament, i va descriure Williams com "una persona destacada la veu de la qual hauria de ser escoltada" i els càrrecs contra ella com una "farsa".

## Reconeixement

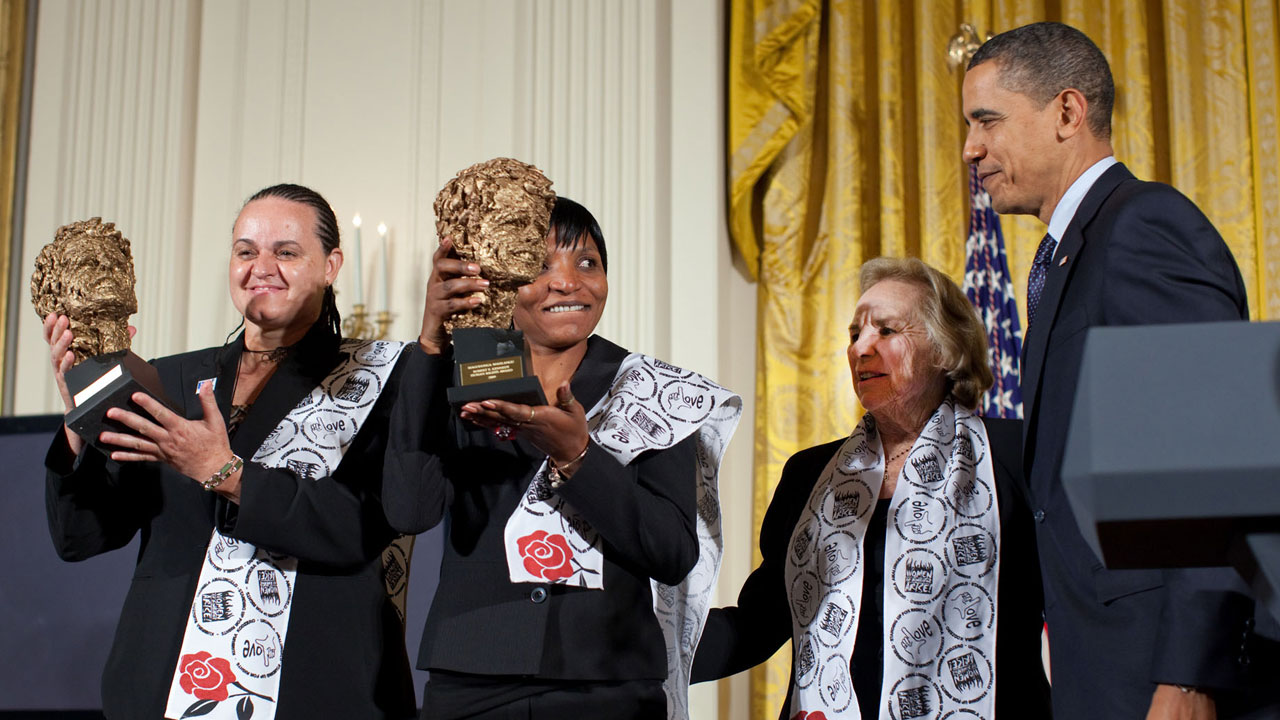
Jenni Williams, a l'esquerra, i Magodonga Mahlangu al centre, reben el Premi Robert F. Kennedy de Drets Humans del president dels Estats Units, Barack Obama. 23 de novembre de 2009

Williams va rebre el Premi Internacional Dona Coratge del govern dels EUA el 2007 per "proporcionar un exemple de coratge i lideratge treballant per al canvi amb mitjans pacífics i no violents". El premi va ser presentat per la secretària d'estat Condoleezza Rice. Dos anys més tard, la copresidenta de Williams en Woza, Magodonga Mahlangu, van ser guardonada amb el Premi Robert F. Kennedy de Drets Humans, presentat pel president dels Estats Units, Barack Obama.
En el Dia Internacional de les Dones de 2012, Williams va rebre el Premi Ginetta Sagan d'Amnistia Internacional, que reconeix les dones "que estan treballant per protegir la llibertat i la vida de dones i nens en zones on les violacions dels drets humans estan molt esteses". El premi es va donar en reconeixement de la seva obra "per inspirar i educar les dones per abraçar i exigir els seus drets humans i civils a Zimbabwe".

## Família
Williams està casada amb un electricista, amb qui té tres fills adults. Els dos fills de Williams van seguir la seva germana al Regne Unit a mitjans dels anys 2000, després de les amenaces de portar els fills a milícies juvenils. Després de diverses retallades, el seu marit va seguir els nens fora de Zimbabwe. Williams roman a Zimbabwe lluitant per la justícia social tot i patir les repressions governamentals.